# Wandelkoning
Een wandelkoning is in het schaakspel een koning, die dwars door de vijandelijke linies heen (dus niet in het eindspel) richting de overzijde loopt, liefst om daar mee te helpen aan het matzetten van de koning van de tegenstander. Dit is een zeer gewaagde onderneming, die dan ook maar zelden verantwoord is.

## Voorbeeld
Het archetype van de winnende wandelkoning is volgens schaakauteur Tim Krabbé, die zo'n honderd van deze partijen verzamelde, te vinden in een partij uit de 19e eeuw. Van de witspeler is dit de enige partij die bewaard is gebleven. De tegenstander is onbekend, en een groot deel van het verloop was toen al theorie. Niettemin is dit een van de bekendste schaakpartijen uit de geschiedenis.
Steel 1 NN, Weense opening, Calcutta, 1886
1.e4 e5 2.Pc3 Pc6 3.f4 exf4 4.d4 Dh4+ 5.Ke2 d5 6.exd5 Lg4+ 7.Pf3 0-0-0 8.dxc6 Lc5 9.cxb7+ Kb8 10.Pb5 Pf6 11.c3 The8+ 12.Kd3 Lf5+ 13.Kc4 Le6+ 14.Kxc5! a5! 15.Pxc7! Dh5+ 16.Pe5! Pd7+! 17.Kb5 Dxd1 18.Lxf4? (18.Pxd7+ - Shipley) 18...Dxa1 19.Ka6! Pxe5 20.Pxe8! f6? (20...Td5! - Shipley)  21.dxe5 f5 22.Le3 Txe8 23.Lb5 Dxh1 24.La7+ Kc7 25.Lc5 Td8 (diagram) 26.Ka7! (1-0)
Wit dreigt 27.Lb6#.

Na 26... Td6 volgt 27.b8D#.

Na 26... Ta8+ volgt 27.a8D en duurt het een zet langer.
Tot de verzameling van Krabbé behoort ook de dramatische partij Zuidema - Ton Timman uit het Nederlands Kampioenschap van 1972, waarin de zwartspeler door tegen een wandelkoning in de fout te gaan de kansen van zijn broer Jan Timman op de titel verspeelde. Nu werd Zuidema kampioen.